# Chapelle Saint-Jean-Baptiste de Dambach-la-Ville
La chapelle Saint-Jean-Baptiste est un monument historique situé à Dambach-la-Ville, dans le département français du Bas-Rhin.

## Localisation
Ce bâtiment est situé au altenweiller à Dambach-la-Ville.

## Historique
Cette chapelle date du XIIe siècle. Remaniée au XVIIe siècle, elle est un reste d'un village disparu.
Elle fait l'objet d'une inscription au titre des monuments historiques depuis 1965.